# Jerzy Dudek
Jerzy Henryk Dudek (født 23. marts 1973) er en tidligere polsk fodboldspiller, der spillede som målmand senest for Real Madrid. Han har tidligere stået på mål for klubber som Liverpool og SC Feyenoord.

## Karriere
Dudek forlod Polen i 1996 for at tilslutte sig Feyenoord Rotterdam, men måtte vente et år før han fik sin debut. Han spillede i alt 140 kampe for klubben. Dudek vandt prisen som årets hollandske spiller, og blev dermed den første udenlandske spiller til at vinde prisen. Han spillede sin sidste kamp for Feyenoord den 26. august 2001 mod Ajax Amsterdam.
Dudek skrev kontrakt med Liverpool FC den 31. august 2001. I 2002 blev han sat ud af Liverpools hold grundet dårlige præstationer, men han genvandt sin plads efter Chris Kirkland blev skadet.
Efter at kontrakten med Liverpool udløb den 1. juli 2007, var der flere interesser fra klubber. Dudek selv, blev citeret for at sige, at han ønskede at skifte til Manchester City efter Sven-Göran Eriksson tog over som manager. Den spanske klub Real Madrid var også interesseret i Jerzy Dudek. Den 12. juli 2007 underskrev han en to-årig kontrakt med Real. Jerzy Dudek spillede afskedskamp for Real Madrid, mod Almeria 22. maj 2011. Real Madrid vandt kampen 8-1 og som en hyldest samlede spillerne sig og klappede Dudek af banen. .